# Gabriel Mercado
Gabriel Mercado, né le 18 mars 1987 à Puerto Madryn en Argentine, est un footballeur international argentin qui évolue au poste de défenseur au SC International.

## Carrière

### En club
Mercado réalise ses débuts professionnels au Racing Club en février 2007. En juillet 2010, il rejoint l'Estudiantes de La Plata, qui paie 800 000 dollars US pour obtenir 50 % des droits de son contrat. 
En juillet 2012, il est transféré à River Plate. Il remporte avec River trois titres internationaux : la Copa Sudamericana en 2014, puis la Copa Libertadores en 2015, et enfin la Recopa Sudamericana en 2015. En Copa Sudamericana, il inscrit un but lors de la finale remportée face au club colombien de l'Atlético Nacional. En Copa Libertadores, il inscrit un but lors de la demi-finale gagnée face au club paraguayen de Guaraní.
Le titre obtenu en Copa Libertadores lui permet de participer à la Coupe du monde des clubs 2015 organisée au Japon. River Plate atteint la finale de la compétition, en étant battu par le FC Barcelone.

### En équipe nationale
Mercado représente l'Argentine avec les moins de 20 ans lors du championnat d'Amérique du Sud, puis lors de la Coupe du monde 2007 organisé au Canada. 
Lors du championnat organisé par la CONMEBOL, l'Argentine s'incline en finale contre le Brésil. Lors du mondial junior, Mercado est titulaire et joue sept matchs. L'Argentine remporte la compétition en battant la Tchéquie en finale.
Mercado débute en équipe nationale sous la direction de Diego Maradona, le 10 février 2010, à l'occasion d'un match amical contre la Jamaïque. Il inscrit son premier but en équipe nationale le 24 mars 2016, contre le Chili, dans le cadre des éliminatoires du mondial 2018. Il inscrit son deuxième but cinq jours plus tard, contre la Bolivie, lors de ces mêmes éliminatoires.
Il est ensuite nommé dans l'équipe type de la Copa América 2016, où l'Argentine s'incline en finale contre le Chili.
Il marque son premier but en coupe du monde lors du huitièmes de finale contre la France (but du 2-1 en faveur de l'Argentine), n'empêchant cependant pas la défaite 4-3.

## Palmarès
Estudiantes
- Championnat d'Argentine (1) : Apertura 2010

River Plate
- Championnat d'Argentine (1) : Final 2014
- Copa Campeonato : 2013-14
- Copa Sudamericana (1) : 2014
- Recopa Sudamericana (1) : 2015
- Copa Libertadores (1) : 2015
- Copa Suruga Bank (1) : 2015
- Coupe du monde des clubs : finaliste en 2015

Argentine
- Coupe du monde des moins de 20 ans (1) : 2007
- Championnat d'Amérique du Sud des moins de 20 ans : finaliste en 2007
- Copa América : finaliste en 2016